# Todesgrüße aus dem Jenseits
Todesgrüße aus dem Jenseits (Originaltitel: Blackout) ist ein US-amerikanischer Thriller aus dem Jahr 1988.

## Handlung
Caroline Boyle wird von ihrer kaltherzigen Mutter und unerklärlichen Alpträumen geplagt. Daher entscheidet sie sich, in das Elternhaus ihrer Kindheit zurückzukehren, um dieser Belastungen Herr zu werden. Allerdings kommt es zu einem Zwischenfall, bei dem sie einen Mann ersticht, der sie aufdringlich belästigte. Plötzlich werden ihre Alpträume zu Erinnerungen und sie erkennt, dass sie daran schuld war, dass ihr Vater einst verschwand. Denn sie hat ihn getötet.

## Kritik
„Psycho-Thriller ohne Eigenständigkeit und mit mehr als nur Anleihen bei den Klassikern des Genres. Das verworrene Buch und ausgebleichte Bilder erzeugen nur Langeweile.“

## Hintergrund
Der Film hatte seine Weltpremiere am 29. Oktober 1988 auf dem Chicago International Film Festival und wurde am 13. Oktober 1989 in den Kinos veröffentlicht. In Deutschland erschien der Film am 5. Januar 1991 direkt auf VHS.